# Orquesta Sinfónica de la Radio Finlandesa

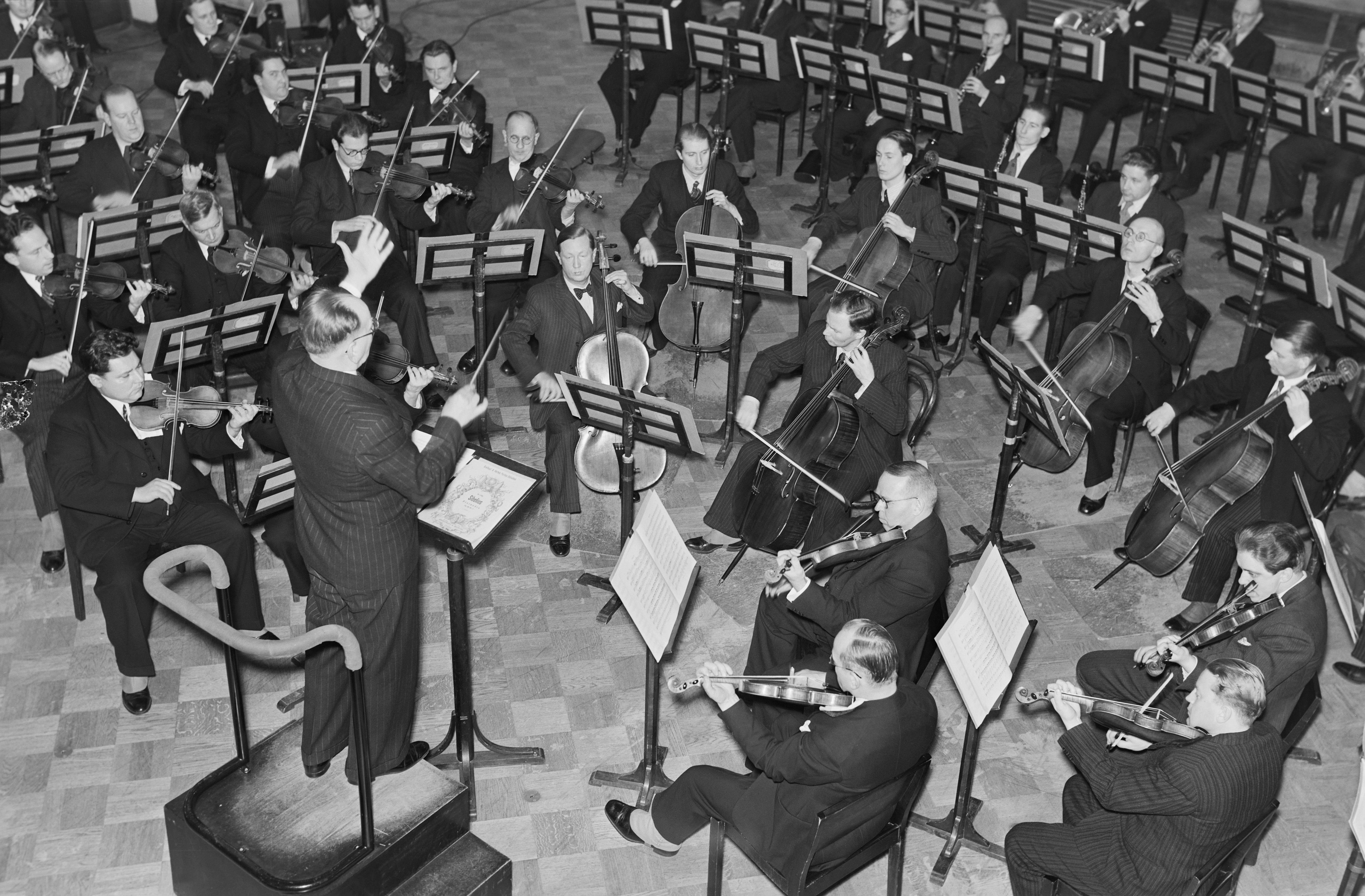
La orquesta en una transmisión en directo que se retransmitió a Estados Unidos en 1939.

La Orquesta Sinfónica de la Radio Finlandesa (en finés: [Yleis]Radion sinfoniaorkesteri, en  sueco: [Rund]Radions Symfoniorkester) es la orquesta principal de la Compañía de Radiodifusión finlandesa. Fue fundada en 1927, un año después de la fundación de Yleisradio. En la orquesta tocan permanentemente 99 músicos y la mayor parte de los conciertos se celebran en el Finlandia Hall. La orquesta se trasladó al Helsinki Music Centre una vez que estuvo listo en 2011.

## Trayectoria
El conjunto fue fundado en 1927 como la orquesta de la radio con diez músicos, con Erkki Linko como su primer director. Aunque nunca tuvo el título de director principal, Linko permaneció con la orquesta hasta 1952. Toivo Haapanen se convirtió en el primer director de orquesta en 1929 y mantuvo el puesto hasta su muerte en 1950. La orquesta realizó principalmente conciertos de estudio en la primera parte de su historia. Hasta la Segunda Guerra Mundial, la orquesta dio sólo 20 conciertos públicos, con músicos independientes para reforzar sus filas.
Después de la Segunda Guerra Mundial, con la nueva directora general de la Radio Finlandesa, Hella Wuolijoki, la plantilla de la orquesta se amplió a 50 músicos. En septiembre de 1947, la orquesta inició una serie de "Conciertos del Martes" en el Ayuntamiento de Helsinki. El grupo ganó hasta 67 músicos en 1953. El segundo director de orquesta fue Nils-Eric Fougstedt, que sirvió desde 1950 hasta su muerte en 1961, y amplió el repertorio de la orquesta. El tercer director de la orquesta fue el legendario Paavo Berglund, que había sido violinista en la orquesta diez años antes de su ascensión a la dirección principal en 1961. El conjunto creció a 90 miembros en la década de 1970, convirtiéndose en una orquesta sinfónica completa.
Jukka-Pekka Saraste fue el director principal de 1987 a 2001 y ahora es el director honorario de la orquesta. Sakari Oramo fue director principal de 2003 a 2012, habiendo sido anteriormente concertino de la orquesta. En diciembre de 2010, la orquesta anunció el nombramiento de Hannu Lintu como su octavo director general, a partir de la temporada 2013-2014, con un contrato inicial de tres años. Lintu fue principal director invitado durante la temporada 2012-2013. En abril de 2016, la FRSO anunció la extensión del contrato de Lintu como director principal hasta 2021.
La discografía de la orquesta incluye la música de Jean Sibelius, de la que está considerada la mayor especialista a nivel mundial con la partituras anotadas por Berglund. También ha grabado música de otros compositores finlandeses como Paavo Heininen, Joonas Kokkonen, Magnus Lindberg y Aarre Merikanto. También ha grabado repertorio de compositores no finlandeses, como las sinfonías de Gustav Mahler y Carl Nielsen, y música de Béla Bartók.

## Directores
- Nils-Eric Fougstedt (1950–1961)
- Paavo Berglund (1961–1971)
- Okko Kamu (1971–1977)
- Leif Segerstam (1977–1987)
- Jukka-Pekka Saraste (1987–2001)
- Sakari Oramo (2003–2012)
- Hannu Lintu (2013– )